# کامیشلی (شهرستان بلاگووارسکی، باشقیرستان)
کامیشلی (انگلیسی: Kamyshly, Blagovarsky District, Republic of Bashkortostan) یک شهرک در شهرستان بلاگووارسکی باشقیرستان کشور روسیه است.